# Клод де Монморанси-Фоссё
Клод де Монморанси (фр. Claude de Montmorency; ум. в октябре 1546) — барон де Фоссё, сеньор д’Отвиль, Лёваль, Ла Тур де Шомон (в Вексене), Байе-сюр-Эш, Курсель, Гриньеваль, Эзанвиль, Шан-сюр-Марн, Компан, советник короля Франциска I.
Сын Ролана де Монморанси-Фоссё и Луизы д’Оржемон.
Наследовал своему отцу в довольно юном возрасте. Был советником и штатным дворцовым распорядителем короля Франциска I, пожаловавшего ему чин лейтенант-генерала морского флота Франции (соответствует позднейшему рангу вице-адмирала Франции). Кроме этого был командующим в Понтуазе. На военной службе неоднократно доказал свою доблесть и верность королю, и умер в октябре 1546 в возрасте 55 лет или около того.

## Семья
Жена (29.12.1522): Анна д’Омон (ум. 1559), дама де Мерю, Тюри, Данжю и Кревкёр, дочь Ферри д’Омона и Франсуазы де Феррьер, дамы де Тюри и Данжю. Принесла в приданое земли и сеньории Аньикур (Арникур), Буллин, Андёй, Лардьер, Корбей-ле-Серф, Ла Нёвиль д’Омон, Амбленвиль, Ле Во де Моль, Англетерр. После смерти матери унаследовала баронию Тюри в Нормандии, земли Безю, Кревкёр и другие сеньории.
Дети:
- Пьер I де Монморанси-Фоссё, маркиз де Тюри. Жена (24.01.1553): Жаклин д’Авогур, дама де Куртален, Буарюффен, Лоресс, графиня части Шатовилена, дочь Жака д’Авогура, сеньора де Курталена, и Катрин да Ла Бом-Монревель
- Франсуа I де Монморанси-Алло (ум. после 1559), сеньор д’Отвиль. Жена 1): Жанна де Мондрагон, дочь Троилюса де Мондрагона; 2): Луиза де Жебер дю Риво, дочь Рене Жебера дю Риво и Анны де Лоре. Основатель линий Монморанси-Алло, Монморанси-Бутвиль, графов де Люс, герцогов де Пине-Люксембург и де Бофор-Монморанси
- Шарль де Монморанси-Фоссё (ум. после 1562). Аббат Нотр-Дам де Ланнуа-ан-Бовези, раздатчик милостыни короля
- Жорж де Монморанси-Фоссё (ум. после 1572), сеньор де Ла Нёвиль д’Омон. Жена: Франсуаза Потар, дама де Жерминьи
- Клод де Монморанси-Фоссё (1540—1614), аббатиса Нотр-Дам де Ресон
- Шарлотта де Монморанси-Фоссё, дама д’Эзанвиль. Муж (9.12.1544): Шарль дю Крок, сеньор де Мениль-Терибю
- Женевьева де Монморанси-Фоссё, дама де Бези-Ле-Гре. Муж 1): (1562): Жиль де Пеллеве, сеньор де Ребе; 2) (1576): Жан де Рувруа де Сен-Симон, сеньор д’Одонвиль
- Франсуаза де Монморанси-Фоссё (ум. после 1559), монахиня
- Клод де Монморанси-Фоссё (ум. 1614), монахиня